# Accouchement en plateau technique
 (novembre 2023).
Si vous disposez d'ouvrages ou d'articles de référence ou si vous connaissez des sites web de qualité traitant du thème abordé ici, merci de compléter l'article en donnant les références utiles à sa vérifiabilité et en les liant à la section « Notes et références ».
L'accouchement dit « en plateau technique » est une alternative aux accouchements classiques dans les maternités, publiques ou privées, comme c'est principalement le cas en France.
Une alternative est l'accouchement à domicile. Les maisons de naissance n'existent pas en France en 2009.

## Textes réglementaires
Une loi de 1991 autorise sages-femmes et médecins libéraux à prendre leur patiente en charge dans un centre hospitalier.
- Décret du 8 août 1991
- Circulaire complémentaire du 29 juillet 1992

## État des lieux des ouvertures de plateau technique en France
Dans les faits, très peu de maternités - une dizaine sur tout le territoire - acceptent d'ouvrir leur plateau technique à des professionnels extérieurs au service.